# SN 2000fh
SN 2000fh – supernowa odkryta 16 listopada 2000 roku w galaktyce A044028-0510. W momencie odkrycia miała maksymalną jasność 20,10m.